# Wéber Anikó
Wéber Anikó (Tatabánya, 1988. március 1. –) író, újságíró, pedagógus

## Élete
A tatabányai Árpád Gimnáziumban érettségizett 2007-ben, majd az Eötvös Loránd Tudományegyetemen végzett magyartanárként, filozófiatanárként 2013-ban, és pedagógusként, majd újságíróként helyezkedett el.
2016-ban jelent meg első ifjúsági regénye Az osztály vesztese címmel a Pozsonyi Pagony Kiadónál. A Margó-díjra is jelölt könyvben az iskolai agresszió témakörével, az áldozatok és bántalmazók helyzetével foglalkozott. Pedagógusként szerzett tapasztalatai inspirálták az írás során. Olyan világot teremtett, melyben pedagógus, szülő és diák is beleláthat az iskolai áldozatok és bántalmazók fejébe, érzéseibe, gondolataiba. A témában több olvasótalálkozót is tartott és tart szülőknek, pedagógusoknak, diákoknak.
Második, El fogsz tűnni című regényét 2017 júniusában mutatta be a Margó Irodalmi Fesztiválon. A mű, melyet 2018-ban Év Gyerekkönyve Díjra jelöltek, szintén az osztályközösség, az áldozatok és a szemlélők problémáira fókuszál. Mit éreznek a szemlélők az osztályközösségben? Hogyan léphetnek fel az agresszió ellen? Többek között ezekre a kérdésekre keresi a választ a regény.
Harmadik, Zuhanórepülés című ifjúsági művét 2018 júniusában, szintén a Margó Irodalmi Fesztivál keretében mutatta be. Különös regényszerkezete lehetőséget ad az olvasónak arra, hogy bekapcsolódjon a történetbe, és maga válassza ki a könyv befejezését. A történet foglalkozik azzal az örök kérdéssel: mi lett volna, ha másképp döntünk? Arra is választ keres, hogyan próbálja első komoly döntéseit meghozni egy tizenéves fiatal, és hogyan dolgozhatja fel az őt ért traumákat.
A kisebb korosztályt is megcélozza a szerző. A Pagony Kiadó Abszolút Könyvek sorozatában jelent meg a Cseresznyeliget titka, valamint az Abszolút Töri sorozaton belül Az ellenállók vezére című történelmi ifjúsági regénye, amelyben a 19. század közepi Magyarországra, a kiegyezés és koronázás idejére repíti vissza az olvasóit.
Az 5–8 éves korosztálynak szóló műveiben is a gyerekeket és szüleiket érintő kérdésekre, problémákra fókuszál. Hogyan segíthetjük szorongó, félénk gyermekünket szülőként? Mit érez a kisebb testvér egy olyan nővér mellett, aki sikeres, ügyes? Hogyan válhat egy durcás, sokat duzzogó gyerekből másokat segítő, felvidító kisdiák?
Összesen már 24 gyermek- és ifjúsági könyve jelent meg, de akár kisebbeknek, akár nagyobbaknak alkot, mindig valamilyen őket foglalkoztató témát, nehézséget is megragad a történeteiben. Ír a barátkozás nehézségeiről, a „jó” és a „rossz” tanulók problémáiról, a tehetségünk megtalálásáról, a félelmeink legyőzéséről, az iskolakezdés és iskolai hétköznapok nehézségeiről, legtöbbször nyomozós történettel vagy krimiszállal kiegészítve.
A regényírás mellett rendszeresen publikál különböző online és print felületeken újságíróként. A Central Médiaakadémia magazin-újságírás képzésén 2016-ban végzett. Jelentek meg cikkei többek között a Nők Lapja Psziché, a Nők Lapja Iskolaválasztó, a Nők Lapja Gyerek, a Kismama és a Meglepetés című magazinokban, kritikái a Kortárs folyóiratban, a Kortárs Online felületén, interjúi és riportjai a Kultúra.hu és a Babafalva portál oldalán.
Színházi adaptációk a regényeiből:
A Budaörsi Latinovits Színházban 2022-ben készítettek előadást Az osztály vesztese című regényéből. Kolozsi Angéla rendező alkalmazta színpadra a történetet, amelyet azóta már több mint 100 alkalommal játszottak.
A zalaegerszegi Griff Bábszínház 2024-ben mutatta be az Anna Tükörképföldön című regényéből készült előadást, melyet Vass Szandi alkalmazott színpadra.

## Művei

### Ifjúsági regények
- Az osztály vesztese, Pagony Kiadó, 2016
- El fogsz tűnni, Pagony Kiadó, 2017
- Zuhanórepülés, Tilos az Á Könyvek, 2018
- Cseresznyeliget titka, Pagony Kiadó, 2019
- Az ellenállók vezére, Pagony Kiadó, 2020
- Örökszerda, Pagony Kiadó, 2021
- A Platánsor rejtélye; Pagony, Budapest, 2022 (Abszolút könyvek)
- A Gondolatolvasó; Pagony, Budapest, 2022 (Abszolút könyvek) – Év Gyerekkönyve Díj – HUBBY Diákzsűritől
- Busz a ködben; Pagony, Budapest, 2023 (Abszolút könyvek) – Év Gyerekkönyve Díj – HUBBY Diákzsűritől
- Álmodó tornyok városa, Pagony, Budapest, 2024

### Gyerekkönyvek
- Ragacs, a hős kismacska – Illusztrátor: Buzay István, Pagony Kiadó, 2018
- Visszhangország – Illusztrátor: Bíró Eszter, Pagony Kiadó, 2019
- Marci és Merkúr – Űrlény az osztályban – Illusztrátor: Rátkai Kornél, Pagony Kiadó, 2020
- Hanga régi karácsonyai – Keszeg Ágnes, Pagony Kiadó, 2020
- Luca és Máté régi körhintája. Híres édesanyák a 19. században; Pagony, Budapest, 2021
- Marci és a bűvészolimpia; Pagony, Budapest, 2021
- Anna Tükörképföldön, Pagony, Budapest, 2023 – Merítés-díj Gyermekirodalom zsűritől
- Akit csak a fenyők láttak, Pagony, Budapest, 2024

### Most én olvasok sorozat
Pagony Kiadó, 2018–2020
- Marci iskolás lesz – Illusztrátor: Rátkai Kornél
- Marci és a legvidámabb osztály – Illusztrátor: Rátkai Kornél
- Marci és a kincsesláda – Illusztrátor: Rátkai Kornél
- Marci és a farsang – Illusztrátor: Rátkai Kornél
- Marci a várkastélyban – Illusztrátor: Rátkai Kornél
- Marci az állatkertben – Illusztrátor: Rátkai Kornél

## Díjak
- Aranyvackor 3. helyezett, 2015.
- HUBBY-díj, Szerzői különdíj, 2020.
- Év Gyerekkönyv Írója - HUBBY diákzsűri díj, 2023.
- Merítés-díj – Gyermekirodalom kategória, 2024.
- Év Gyerekkönyv Írója - HUBB Y diákzsűri díj, 2024.